# Дивов Олег Ігорьович
Олег Ігорьович Дивов  (по батькові — Скляренко, 3 жовтня 1968, Москва, СРСР) — російський письменник-фантаст, член Союзу письменників Росії, Спілки літераторів Росії і Ради з фантастики і пригодницькій літературі при Спілці письменників Росії.

## Походження
О.Дивов народився в родині потомствених художників-реставраторів Третьяковської галереї. З 14 років він публікується, як журналіст, а з 1990 року — копірайтер (реклама всіх видів, концепти, кампанії «під ключ»).
Служив у 1987—1989 роках у Радянській армії у військовій частині самохідної артилерії великої потужності, що розташовувалась в Білій Церкві. Освоїв самохідний міномет «Тюльпан» калібру 240 мм та отримав звання сержанта.

## Навчання
У 1991 році О.Дивов за академічні заборгованості (16 незданих іспитів і заліків) та невідвідування занять, відрахований з 3 курсу факультету журналістики МДУ (міжнародне відділення, телебачення). У 1992—1994 рр. він брав участь у зйомках інтелектуальних телеігор «Брейн-ринг» і «Своя гра». Спогади про цей період життя згодом склали частину матеріалу в романі «Молоді і сильні виживуть» («Закон фронтіра»)). Влітку 1995 року в п'ятий раз звільнився за власним бажанням і з тих пір ніде офіційно не працює.

## Творчість
Перший великий художній текст (фантастичний трилер «Майстер собак») опублікував у 1997 році.
О.Дивов входить до редколегії журналу «Если» і журі Меморіальної премії Кіра Буличова. Він член Союзу письменників Росії, Спілки літераторів Росії і Ради з фантастики і пригодницької літератури при СП Росії.
Спільно з колишньою дружиною, письменницею Світланою Прокопчик, вів Живий журнал (ЖЖ)  beauty_n_beast beauty_n_beast, але 3 грудня 2008 року цей журнал був перейменований на ЖЖ  divov divov [Архівовано 9 жовтня 2017 у Wayback Machine.], а Світлана Прокопчик завела окремий журнал  zhivu_ya_tut zhivu_ya_tut. У журналі О.Дивов іноді публікує уривки з майбутніх творів. Зокрема, оповідання «У Біллі є чортівня» частково побачило світ саме в ЖЖ, а «Зброя Відплати» практично повністю складається з постів у згаданому журналі.

## Нагороди
О.Дивов — один з найбільш «титулованих» авторів російської фантастики, загальне число його нагород — близько тридцяти. Єдиний роман О.Дивова, ніколи не входив ні в які номінації — «Кращий екіпаж Сонячної», за версією самого автора — «тому що там дуже багато лаються матом».
| Премія            | Рік присудження | Номінація                                         | Твір                               |
| ----------------- | --------------- | ------------------------------------------------- | ---------------------------------- |
| Зоряний міст      | 2000            | Кращий роман. 3 місце                             | Вибракування                       |
| Філігрань         | 2001            | Велика Філігрань                                  | Тлумачення сновидінь               |
| Зоряний Міст      | 2001            | Кращий роман. 2 місце («Срібний Кадуцей»)         | Тлумачення сновидінь               |
| Мандрівник        | 2002            | Велика форма                                      | Саботажник                         |
| РосКон            | 2002            | Повість, оповідання. 3 місце («Бронзовий РОСКОН») | Зрадник                            |
| Сигма-Ф           | 2002            | Середня форма, повісті                            | Зрадник                            |
| Біляївська премія | 2003            | Спеціальна премія Журі                            | Спеціальна премія Журі             |
| Сигма-Ф           | 2003            | Мала форма, оповідання та цикли оповідань         | Параноїк Никанор                   |
| Интерпресскон     | 2003            | Мала форма (розповідь)                            | Параноїк Никанор                   |
| Интерпресскон     | 2003            | Середня форма (повість)                           | Закон брухту для замкнутої ланцюга |
| Філігрань         | 2003            | Мала Філігрань (розповідь)                        | Параноїк Никанор                   |
| РосКон            | 2003            | Повість, оповідання. 1 місце («Золотий РОСКОН»)   | Закон брухту для замкнутої ланцюга |
| РосКон            | 2004            | Повість, оповідання. 1 місце («Золотий РОСКОН»)   | К-10                               |
| Філігрань         | 2004            | Мала Філігрань (повість)                          | Епоха великих спокус               |
| Зоряний Міст      | 2004            | Кращий роман. 1 місце («Золотий Кадуцей»)         | Нічний смотрящий                   |
| РосКон            | 2005            | Повість, оповідання. 2 місце («Срібний РОСКОН»)   | Єнот допрыгался                    |
| РосКон            | 2005            | Роман. 1 місце («Золотий РОСКОН»)                 | Нічний смотрящий                   |
| РосКон            | 2006            | Повість, оповідання. 1 місце («Золотий РОСКОН»)   | У Біллі є хріновина                |
| Сигма-Ф           | 2006            | Меморіальна премія ім. Кіра Буличова              | У Біллі є хріновина                |
| РосКон            | 2006            | Фантастиковедение. 3 місце («Бронзовий РОСКОН»)   | Відкритим текстом                  |
| Интерпресскон     | 2006            | Середня форма (повість)                           | У Біллі є хріновина                |
| Сигма-Ф           | 2006            | Середня форма, повісті                            | У Біллі є чортівня (2005)          |
| Портал            | 2007            | Середня форма                                     | Хоробрий (2006)                    |
| Філігрань         | 2008            | Мала Філігрань (розповідь)                        | Стояння на річці Москві            |
| Зоряний міст      | 2011            | Кращий роман. 1 місце («Золотий Кадуцей»)         | Симбионты                          |

## Санкції
Олег Дивов публічно підтримав військове вторгнення Росії в Україну у заявах.
15 січня 2023 року доданий до санкційного списку України.